# Zug fährt Wiental
Zug fährt Wiental ist ein österreichischer Fernsehfilm aus dem Jahr 1970.

## Handlung
Als die pensionierte Bankangestellte Helene Rieglhofer stirbt, vermacht sie ihr ganzes Barvermögen und ihre Eigentumswohnung ihrem Lebensgefährten Franz Nemetz – nur dass der gar nicht ihr Lebensgefährte ist, sie auch gar nicht kennt und eine zehnjährige Haftstrafe wegen Totschlags absitzt. Ihren Schmuck vermacht sie ihrem Sohn, dem Staatssekretär Nemetz – nur dass der gar nicht ihr Sohn ist. Wie dies zusammenhängt, klärt sich durch Helenes Tagebuch, das ebenfalls Franz Nemetz bekommen soll. Er wird zu einem Gespräch mit dem Gefängnisdirektor gerufen, anwesend sind auch der das Testament vollstreckende Notar und der Staatssekretär. Der Notar liest aus dem Buch vor, und es wird klar, dass Helene und Franz sich tatsächlich mehrmals begegnet sind:
Das erste Mal sahen sie sich 1932 in einem Wagen der Wiener Elektrischen Stadtbahn. Nemetz hatte keine Fahrkarte dabei, und eine andere Frau half ihm mit Geld aus. Helene erschien er wegen seines höflichen Benehmens wie ein sehr vornehmer Herr, tatsächlich war er schon damals ein Kleinkrimineller und Heiratsschwindler. Das nächste Mal sahen sie sich in einer Modeboutique, wo Helene gerade ein Kleid anprobierte und Franz ihr ein Kompliment machte. Ein anderes Mal sieht sie ihn auf der Kinoleinwand: Durch Beziehungen kam er an eine kleine Rolle, woraus sich wegen seines starken Dialekts aber keine Filmkarriere ergab. Später liest sie seinen Namen in der Bank auf einem Kreditantrag, der aber wegen Franzens krimineller Vergangenheit abgelehnt wird. Ein Gespräch zwischen den beiden ergibt sich erst 1939 bei einer weiteren Begegnung: Helene kehrt mit einer Reisegruppe in einem Café im Prater ein, in dem Franz als Kellner arbeitet. Sie traut sich nicht, ihm ihre Gefühle zu gestehen, und er hat dauernd wechselnde Frauenbeziehungen und kein Interesse an ihr.
Keine dieser Begegnungen war für Franz von Bedeutung, und er erfuhr nie ihren Namen. Helene hingegen hat sich schon bei der ersten Begegnung in ihn verliebt und ist ihm (abgesehen von einer Nacht, in der sie sich mehr aus Traurigkeit als aus Lust verführen ließ) immer treu geblieben. Die Avancen ihres Kollegen Müller, der ihr mehrfach Heiratsanträge machte, hat sie immer abgelehnt. Im Zweiten Weltkrieg, während einer Nacht in einem Bombenkeller, begegnet ihr ein Junge in HJ-Uniform, der ebenfalls Nemetz heißt. Sie stellt sich vor, wie es wäre, wenn sie ein Leben mit Franz verbringen könnte und dieser Junge ihr gemeinsamer Sohn wäre. Dieser Junge ist der spätere Staatssekretär, dem sie ihren Schmuck vermacht.
Nach dem Krieg lebt Helene arm und allein in einer kalten Wohnung mit kaputten Fenstern. Müller unterstützt sie immer noch, auch wenn er die Hoffnung auf eine Heirat aufgegeben hat. Sie begegnet Franz ein letztes Mal: Er ist inzwischen Schwarzhändler und wird in einem Café gerade wegen einer Prügelei mit einem anderen Schwarzhändler verhaftet, als Helene das Café betritt. Als sie später aus der Zeitung erfährt, dass er zu zehn Jahren Gefängnis wegen Totschlags verurteilt wurde, beschließt sie, auf ihn zu warten und ihn am Tag seiner Entlassung abzuholen. Vier Monate vor der Entlassung stirbt sie. Der Staatssekretär, der die ganze Geschichte zunächst für einen Irrtum und später Helene für geistig verwirrt hielt, lehnt das Erbe des Schmucks ab. Franz erbittet sich einen Tag Bedenkzeit. Ob er das Erbe (das ihm einen ruhigen Lebensabend sichern würde) annimmt, bleibt offen.

## Produktion
Der von WDS-Film und dem ORF produzierte Film wurde am 28. März 1970 zum ersten Mal ausgestrahlt.